# Acanthoclita chromataspis
Acanthoclita chromataspis is een vlinder van de familie van de bladrollers (Tortricidae), van de onderfamilie van de Olethreutinae. De wetenschappelijke naam van deze soort is voor het eerst voorgesteld als Laspeyresia chromataspis door Edward Meyrick in een publicatie uit 1921.
De soort komt voor in Zimbabwe.